# József-hegy
A József-hegy, új néven Szemlő-hegy egy viszonylag alacsony, 234 méter magas hegy a Budai-hegységben, Budapest II. kerületében. A Hármashatár-hegy tömbjének délkeleti kiemelkedése. A tetejére a Fővárosi Vízművek 1928-ban víztározót épített, amire később kilátót is emelt. A hegy felszíne az utóbbi évtizedekben teljesen beépült.

## Leírása
A hegy eredeti felszíne eocén kori briozoás márga és oligocén kori budai márga. Legmagasabb pontja, ahova a József-hegyi kilátó is épült, egy pleisztocén kori, sekély édesvízi mészkőtakarón emelkedik, alapja azonban triász kori dolomit, amely nem messze, a Szépvölgyi úttól keletre megnyitott kőbányában feltárva is megtekinthető.
A hegy nyugat-keleti irányban kissé megnyúlt, északi lejtőin Zöldmál-városrész utcái húzódnak, keleti irányba meredeken lejt a Duna felé; déli irányban egészen enyhe lejtővel vált át a Rózsadombra, nyugat felől pedig a Ferenc-hegy a legközelebbi szomszédja, amitől a Pusztaszeri út mentén húzódó tágas nyereg különíti el.
Délies fekvésű lejtőin, a környező magaslatokhoz hasonlóan villákat magukban foglaló, nagy alapterületű, gyakran luxus kategóriás ingatlanok helyezkednek el. Északi lejtőjén van bejárata a jól karsztosodó mészkőben keletkezett Szemlő-hegyi-barlangnak.

## Nevének eredete
Eredetileg a "Josephsberg" (József-hegy) név alatt ismerték. A Szemlő-hegy nevet 1847. július 17 a budai dűlők keresztelésének idején kapta Döbrentey Gábor kezdeményezésére, arra hivatkozva, hogy Buda várának 1686-os visszavételekor ez a magaslat volt az ostromló sereg északi részének fő őr- és szemlélőhelye. Később Haynau rendelettel visszaállította a német elnevezéseket, de az osztrák járom elmúltával újra a magyar neve jött közhasználatba.

## Galéria

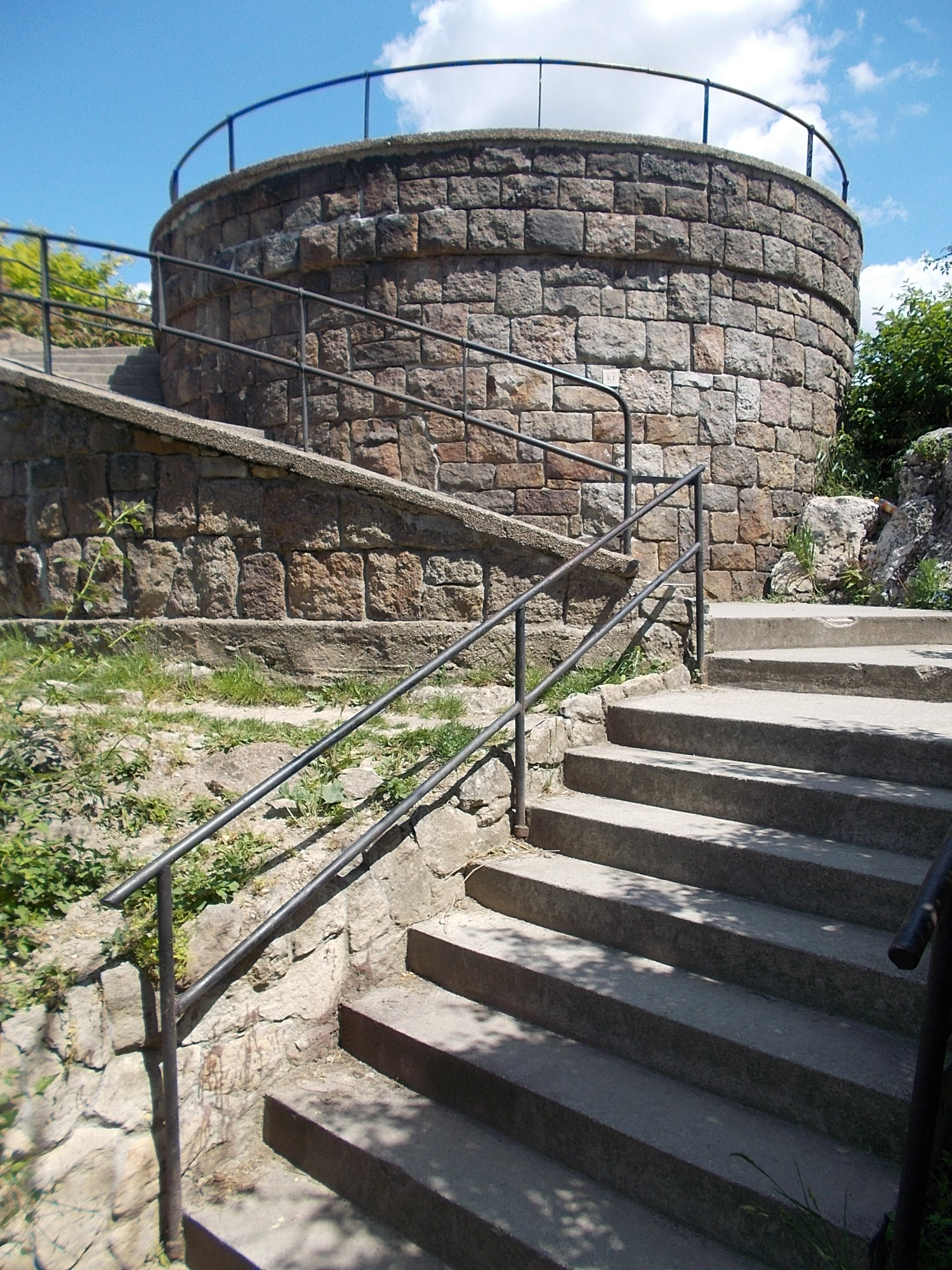
A József-hegyi kilátó
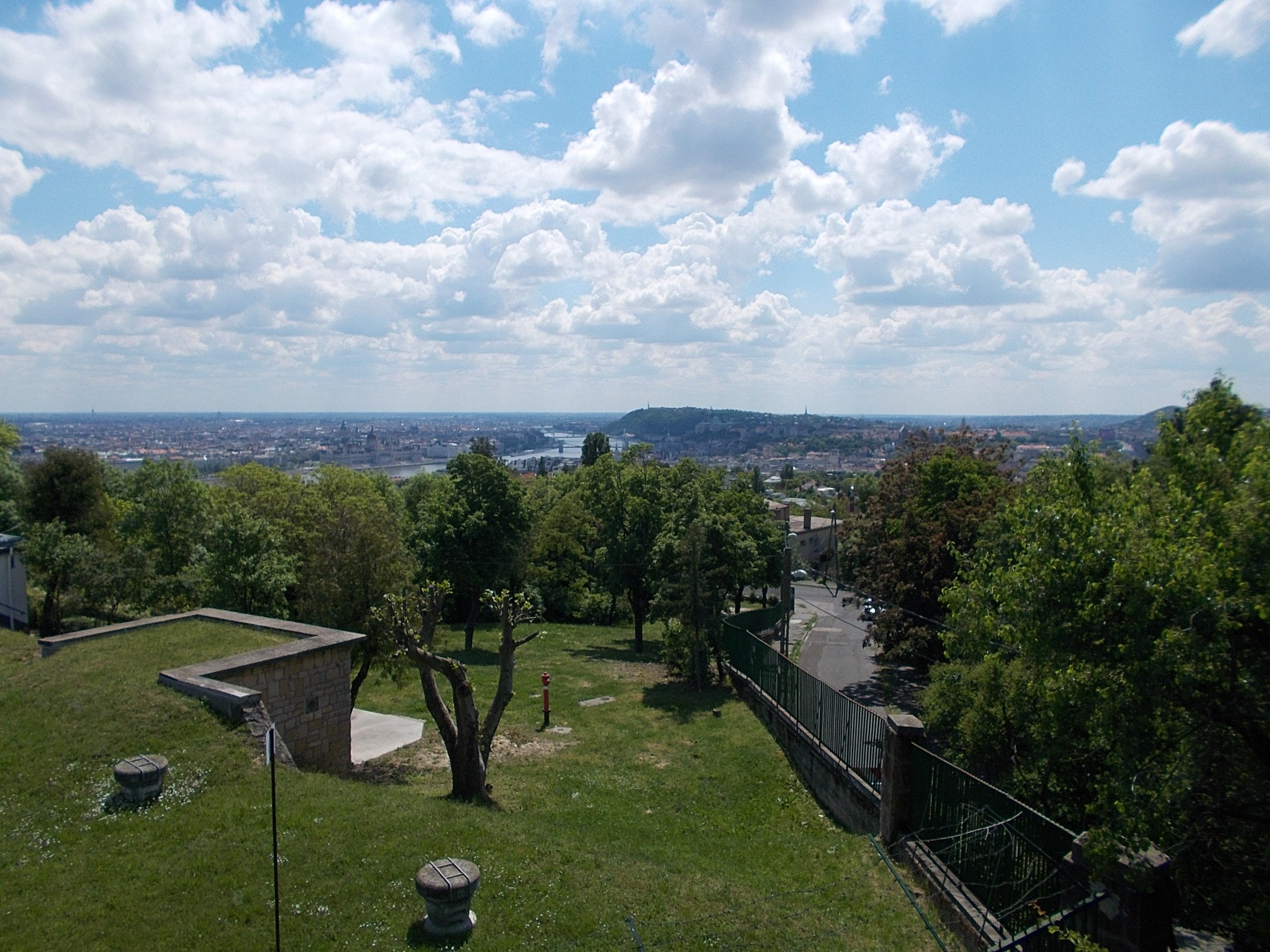
Kilátás a Belvárosra és Gellért-hegyre

## Külső hivatkozások
- http://www.termeszetvedelem.hu